# 托爾索伊勒山

托爾索伊勒山（德語：Torsäule），是奧地利的山峰，位於該國中部，由薩爾茨堡州負責管轄，屬於上柯尼希山的一部分，距離紹伯山0.4公里，海拔高度2,588米，每年平均降雨量2,176毫米。